# Gerardo Mello Mourao
Gerardo Mello Mourão (Ipueiras, 8 gennaio 1917 – Rio de Janeiro, 9 marzo 2007) è stato uno scrittore, politico e giornalista brasiliano. Fu una figura importante nella poesia epica brasiliana, così come in tutta la letteratura lusofona. Tra i suoi lavori più noti ci sono Invenção do Mar: Carmen sæculare (1997) e Os Peãs (1982).
Ezra Pound disse di lui: "In tutto il mio lavoro, ho cercato di scrivere l'epopea d'America. Non credo di esserci riuscito. Il poeta di O País dos Mourões invece sì". Mourão ricevette il plauso di personalità come Jorge Luis Borges e Carlos Drummond de Andrade.

## Biografia
Era anche noto per il suo coinvolgimento nei movimenti ideologici del XX secolo, come il fascismo e il comunismo. Di conseguenza, Mourao fu arrestato 18 volte, nonché torturato.
Il fascino che il nome esercita sulla mente del poeta Gerardo Mello Mourão ci permette di comprendere meglio il suo uso regolare del catalogo, processo che ha stretti legami con questa categoria grammaticale. Ma questa evidenziazione dell'enumerazione implica anche un problema di natura puramente stilistica perché, attraverso questo approccio, il poeta cerca allo stesso tempo di conciliare il discorso epico e lo spogliamento dello stile, un elemento così importante per l'estetica moderna:

## Opere
- Poesia do homem só (Rio de Janeiro: Ariel Editora, 1938)
- Mustafá Kemel (1938)
- Do Destino do Espírito (1941)
- Argentina (1942)
- Cabo das Tormentas (Edic̜ões do Atril, 1950)
- Três Pavanas (São Paulo: GRD, 1961)
- O país dos Mourões (São Paulo: GRD, 1963)
- Dossiê da destruição (São Paulo: GRD, 1966)
- Frei e Chile num continente ocupado (Rio de Janeiro: Tempo Brasileiro, 1966)
- Peripécia de Gerardo (São Paulo: Paz e Terra, 1972) [Prêmio Mário de Andrade de 1972]
- Rastro de Apolo (São Paulo: GRD, 1977)
- O Canto de Amor e Morte do Porta-estandarte Cristóvão Rilke [tradução] (1977)
- Pierro della Francesca ou as Vizinhas Chilenas: Contos (São Paulo: GRD, 1979)
- Os Peãs (Rio de Janeiro: Record, 1982)
- A invenção do saber (São Paulo: Paz e Terra, 1983)
- O Valete de espadas (Rio de Janeiro: Guanabara, 1986)
- O Poema, de Parmênides [tradução] (in Caderno Lilás, Secretaria de Cultura da Prefeitura do Rio de Janeiro: Caderno Rio-Arte. Ano 2, nr. 5, 1986)
- Suzana-3 - Elegia e inventário (São Paulo: GRD, 1994)
- Invenção do Mar: Carmen sæculare (Rio de Janeiro: Record, 1997)[6] Prêmio Jabuti de 1999
- Cânon & fuga (Rio de Janeiro: Record, 1999)[7]
- Um Senador de Pernambuco: Breve Memória de Antônio de Barros Carvalho (Rio de Janeiro: Topbooks, 1999)[8]
- O Bêbado de Deus (São Paulo: Green Forest do Brasil, 2000)[9]
- Os Olhos do Gato & O Retoque Inacabado (2002)
- O sagrado e o profano (Florianópolis: Museu/Arquivo da Poesia Manuscrita, 2002)
- Algumas Partituras (Rio de Janeiro: Topbooks, 2002)[10]
- O Nome de Deus (in: Confraria 2 anos, 2007)